# Chen Jin (actrice)
Pour les articles homonymes, voir Jin et Chen.
Chen Jin (en chinois : 陈瑾), née le 4 mai 1964 à Jinan (Chine), est une actrice chinoise.
Elle est connue pour son rôle de Wang Ruhui dans le film Roaring Across the Horizon (zh).

## Biographie
Chen Jin nait dans une famille de militaires à Jinan, dans la province de Shandong et est fille de Chen Kemin, professeur à l'Université de la défense nationale de l'Armée de Libération du Peuple (en). Son frère aîné, Chen Zhun (陈准), est photographe de mode. Chen est diplômée de l'Université des Arts du Shandong en 1987, avec une spécialisation en art dramatique. Après avoir obtenu son diplôme, elle est affectée au  groupe dramatique de l'armée de l'air de l'Armée populaire de libération en tant qu'actrice.
En 1997, Chen joue avec Li Yapeng, Pan Yueming et Jiang Chao dans la série télévisée Student Hero et remporte le prix de l'actrice exceptionnelle au Flying Apsaras Award.
Pour son rôle de Wang Ruhui dans Roaring Across the Horizon (zh)', Chen remporte le Golden Rooster Award de la meilleure actrice dans un second rôle, le prix Huabiao de l'actrice exceptionnelle et le prix de la meilleure actrice dans un second rôle au Festival du film de Changchun.
Chen joue un rôle mineur en tant que femme d'âge moyen dans la comédie romantique de Ma Liwen Desires of the Heart (2006), qui met en vedette Vivian Wu, Ge You et Fan Bingbing.
En 2003, Chen a joue Lin Zihan dans Grand Justice, pour lequel elle remporte le prix de l'actrice préférée aux Golden Eagle Awards.
En 2007, Chen fait une apparition dans le film historique La Cité interdite de Zhang Yimou, mettant en vedette Chow Yun-fat, Gong Li et Jay Chou.
En 2009, Chen joue avec Xu Fan, Zhang Jingchu, Chen Daoming et Li Chen dans la production Tremblement de terre à Tangshan des Huayi Brothers, réalisée par Feng Xiaogang.
En 2012, Chen joue dans The Doctors, pour lequel elle reçoit une nomination pour le prix de l'actrice préférée aux Golden Eagle Awards.

## Filmographie partielle
(janvier 2024).

### Au cinéma
| Année | Titre                           | Titre chinois      | Rôle                                     | Remarques |
| ----- | ------------------------------- | ------------------ | ---------------------------------------- | --------- |
| 1992  | Woman Criminal                  | 女犯、摇滚、黑山林 | Prisonnière                              |           |
| 1997  | Shanghai Bride                  | 上海新娘           | Shan Xiaojing                            |           |
| 1999  | Roaring Across the Horizon (zh) | 横空出世           | Wang Ruhui                               |           |
| 2000  |                                 | 相依年年           | Ai Wenjing                               |           |
| 2000  |                                 | 的哥的姐           | Xiao Yan                                 |           |
| 2000  |                                 | 公正的心           | Ai Jing                                  |           |
| 2000  |                                 | 欢舞               | Directrice                               |           |
| 2006  | Desires of the Heart            | 桃花运             | Femmes d'âge moyen                       |           |
| 2007  | Lost and Found                  | 我叫刘跃进         | Qu Li                                    |           |
| 2007  | La Cité interdite               | 满城尽带黄金甲     | Mme Jiang (l'épouse du médecin impérial) |           |
| 2009  | Tremblement de terre à Tangshan | 唐山大地震         | Dong Guilan                              |           |
| 2014  |                                 | 菊美多吉           |                                          |           |
| 2014  | Nezha                           | 少女哪吒           |                                          |           |
| 2015  | Ballet in the Flames of War     | 战火中的芭蕾       |                                          |           |
| 2017  | Hold Your Hands (en)            |                    |                                          |           |
| 2018  | 17 Years and 364 Days           |                    |                                          |           |
| 2020  | Back to the Wharf               | 风平浪静           |                                          | [ 3 ]     |

## Récompenses et distinctions
| Année | Travail                         | Prix                                                                                       | Résultat   | Remarques |
| ----- | ------------------------------- | ------------------------------------------------------------------------------------------ | ---------- | --------- |
| 1997  | Student Hero                    | Prix Flying Apsaras de la télévision chinoise de l'actrice exceptionnelle                  | Lauréat    |           |
| 2000  | Roaring Across the Horizon (zh) | Golden Rooster Award de la meilleure actrice dans un second rôle                           | Lauréat    |           |
| 2000  | Roaring Across the Horizon (zh) | Festival du film de Changchun - Meilleure actrice dans un second rôle                      | Lauréat    |           |
| 2000  | Roaring Across the Horizon (zh) | Prix Huabiao de l'actrice exceptionnelle                                                   | Lauréat    |           |
| 2002  | My Sister-in-law                | Prix Flying Apsaras de la télévision chinoise de l'actrice exceptionnelle                  | Lauréat    |           |
| 2003  |                                 | Prix Flying Apsaras de la télévision chinoise de l'actrice exceptionnelle                  | Nomination |           |
| 2003  | Grand Justice                   | Golden Eagle Award de l'actrice préférée                                                   | Lauréat    |           |
| 2009  |                                 | Sohu TV Drama Season Review - Actrice préférée                                             | Nomination |           |
| 2010  |                                 | Festival de télévision Internet de Sohu - Meilleure actrice                                | Nomination |           |
| 2011  |                                 | Prix Flying Apsaras de la télévision chinoise de l'actrice exceptionnelle                  | Nomination |           |
| 2012  | The Doctors                     | Golden Eagle Award de l'actrice préférée                                                   | Nomination |           |
| 2018  | Hold Your Hands (en)            | 34e Prix des Cent Fleurs - Meilleure actrice                                               | Lauréat    | [ 4 ]     |
| 2018  | Hold Your Hands (en)            | 17e prix Huabiao de l'actrice exceptionnelle                                               | Lauréat    |           |
| 2019  | Hold Your Hands (en)            | 17e Golden Phoenix Awards - Prix de la société                                             | Lauréat    | [ 5 ]     |
| 2019  | Hold Your Hands (en)            | 6e cérémonie de remise des prix des acteurs de Chine - Meilleure actrice (catégorie rubis) | Lauréat    | [ 6 ]     |